# ASUS ZenWatch 3
L'ASUS ZenWatch 3 WI503Q è uno smartwatch prodotto da ASUS, presentato a settembre 2016 all'IFA di Berlino. La principale differenza con il predecessore ASUS ZenWatch 2 è la presenza di uno schermo tondo e non rettangolare, un AMOLED da 1,39".

## Hardware e software
Il dispositivo è dotato di processore Qualcomm Snapdragon Wear 2100, memoria RAM da 512 MB e eMMC Flash da 4 GB. Come sistema operativo usa Android Wear. Ha un sensore di frequenza cardiaca, accelerometro, giroscopio ed è certificato IP67 per resistenza ad acqua, spruzzi e polvere.